# 邵從煾

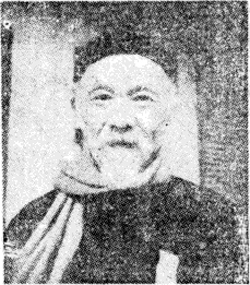

邵從煾（1871年11月20日—1949年10月1日），後名從恩，字明叔，四川省青神縣南附鄉魯家村（今南城鎮蘭溝村）人，光緒三十年進士。

## 生平

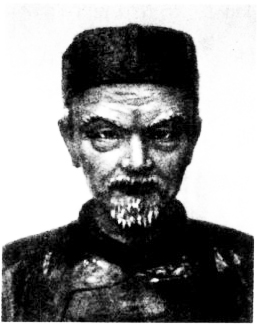

- 同治辛未年冬月初九日出生於一個耕讀之家。明叔先生幾位兄弟皆早慧，獨先生質樸寡言。他13歲入學，勤奮苦讀，17歲舉秀才，後至成都尊經書院學習。丁酉(1897年)擢為貢生，復入京師大學堂肄業。1900年回到四川。
- 由拔貢生中式光緒二十八年（1902年）壬寅科舉人。
- 光緒三十年（1904年），中式甲辰恩科會試第168名貢士[1]。
- 殿試三甲三十五名進士，覆試二等六十八名，朝考三等四十八名[2]。
- 民國二年（1913年）3月1日，奉大總統令，就任四川司法籌備處長。[3]
- 國民參政會參議員。
- 制憲國民大會代表。
- 1949年获中共邀请参加中国人民政治协商会议，因病未能成行。同年10月1日，即中华人民共和国成立当天病逝。